# Alice Nkom
Alice Nkom (Poutkak, Regió Litoral (Camerun), 1945) és una advocada camerunesa, molt coneguda per la seva defensa de la legalització de l'homosexualitat al país africà. Advocada des de 1969, va ser la primera dona negra a exercir l'advocacia al Camerun, a l'edat de 24 anys.
Nkom va començar els seus estudis de dret a la Universitat de Tolosa de Llenguadoc (1963/1964), acabant-los a la Universitat Federal del Camerun en 1968. Després de tres anys de passantia, va començar un despatx d'advocats en Nkongsamba, a 140 km de Duala. Als tres anys va tornar a Duala, on treballa encara en l'actualitat. Des del seu treball com a advocat, Nkom ha lluitat per la igualtat de gènere i els drets i dignitats humanes al Camerun; també s'ha implicat en la lluita per la defensa del medi ambient, contra el sida i l'emigració de la joventut camerunesa. El tema de les dones en l'advocacia (ha creat l'asdociació LADY JUSTICE) i la política, la viduïtat i infància li són molt propers; en aquest últim punt, a part dels seus propis fills, ha adoptat uns altres 50.
També s'ha acostat a la política, militant en la dècada de 1990 en el Social Democratic Front (SDF), posteriorment vinculant-se al Reagrupament Democràtic del Poble Camerunès (RDPC).

## Activisme LGBT
En 2003, Nkom va crear l' «Association pour la défense des droits des homosexuel(le)s» (ADEFHO), de la qual és directora. L'origen de l'associació està en una visita que van realitzar al seu despatx uns joves camerunesos procedents d'Europa que volien instal·lar-se i invertir al Camerun. A causa de l'article 347 bis del codi penal, els joves s'arriscaven humiliacions, xantatges o la presó en el pitjor dels casos. Des de l'ADEFHO, Nkom defensa als homosexuals acusats del delicte d'homosexualitat i ajuda a aquells que han estat empresonats a sobreviure a les condicions carceràries. A més de la ADEFHO, Nkom treballa en altres associacions d'ajuda als homosexuals, com el «Collectif des familles d'enfants homosexuel(le)s» (COFENHO) i, encara que no específicament dirigit a la comunitat LGBT, «sid'ado», una associació per a la lluita contra el sida entre els adolescents.
Nkom ha sofert dificultats en la seva lluita pels drets LGBT. El gener de 2011 va sofrir una campanya d'assetjament, que incloïa insults i amenaces. Després de la concessió d'una subvenció a ADEFHO per part de la Unió Europea, el govern camerunès va declarar que Nkom actuava «contra la legalitat, la sobirania i la independència del Camerun». El Ministre d'Exteriors va exigir directament que la UE retirés la subvenció i va intentar llevar-li el dret a exercir l'advocacia. Més tard, un advocat camerunès, Kengoum Celestin, va declarar públicament al canal de televisió STV2 que «Tinc uns amics que em van dir que l'esperaven en una racó fosc per festejar-la». Els fets no són aïllats i s'estenen a altres membres d'ADEFHO.